# Juan Guteritz
Juan Guteritz est d'origine castillane. Doyen de Ségovie, il se réfugie auprès du duc de Lancastre à la suite du décès de son protecteur Pierre le Cruel en 1369. Il est promu évêque de Dax en avril 1380, puis de Lisbonne à l'automne 1381, à la faveur du Grand Schisme d'Occident. Il est contraint de renoncer au siège de Lisbonne dès 1382 et parvient à grand-peine à s'imposer dans la cité de Dax contre le détenteur du siège Jean Beauffès, d'obédience avignonnaise. Il décède en fin d'année 1393.

## Biographie
Doyen de Ségovie, Juan Guteritz accède aux arcanes de la diplomatie au service de Pierre le Cruel : il assiste ainsi à la signature, entre son maître et Jean de Gand duc de Lancastre, d'un traité d'entraide à Libourne le 13 septembre 1366. Lorsque Juan Guteritz perd son protecteur à la suite de la bataille de Montiel, 14 mars 1369, il se tourne alors vers Jean de Gand. Il officie ainsi comme diplomate au service d'Edouard III ou de Lancastre dès 1373 en Flandre, en péninsule Ibérique, en Aquitaine et en Bretagne. 
Lorsque le Grand Schisme d'Occident éclate, son expérience et son réseau de relations le désignent pour défendre les intérêts de la Papauté romaine en Aquitaine anglo-gasconne. 
Sitôt promu  sur le siège de Dax contre Jean Beauffès, un protégé de Charles II de Navarre, Juan Guteritz obtient son transfert sur le siège de Lisbonne que le comte de Cambridge s'apprête à conquérir par les armes : l'entreprise ayant échoué, Juan Guteritz s'efforce, à partir de 1382, de prendre possession de son premier siège contre Jean Beauffès. Il mobilise pour cela la puissance des officiers du duché anglo-gascon de Guyenne et s'appuie sur l'ordonnance de Gloucester intimant dès novembre 1378 à tous les sujets de la Couronne anglaise d'obéir au pape de Rome. N'échappent à son autorité dans la fin de la décennie 1380 que les parties septentrionale et méridionale de son diocèse, des territoires sous la domination des Albret et de Charles II de Navarre, respectivement situés dans les royaumes de France et de Navarre. 
Si Juan Guteritz s'installe réellement dans son diocèse, apportant ici et là quelque arbitrage, il n'en continue pas moins à mener des ambassades, notamment en Castille, avec le double titre d'ambassadeur du duc de Lancastre et de nonce du pape de Rome. En 1390 accompagné de l'archevêque de Bordeaux Francesco Uguccione et du sénéchal d'Aquitaine William Lescrop il négocie la paix entre le duc de Lancastre et Jean Ier de Castille, la fille du premier, Catherine, devant épouser le fils héritier du second, Henri : ainsi Juan Guteritz est chargé d'éteindre les querelles entre les descendances de Pierre le Cruel et Henri de Trastamare. Comme nonce de Boniface IX cependant sa mission est vouée à l'échec : loin de convertir Henri à l'obédience de Rome, il voit Catherine adhérer à celle d'Avignon. 